# Yacimientos de La Espina del Gallego, Cildá, El Cantón y Campo de Las Cercas
El conjunto arqueológico formado por los yacimientos de La Espina del Gallego, Cildá, el Cantón y Campo de Las Cercas es un bien de interés cultural de Cantabria, con la Categoría de zona arqueológica declarado por Decreto 70/2002, el 6 de junio.
Se distribuye por los términos municipales de Corvera de Toranzo, Anievas, Arenas de Iguña, Molledo, San Felices de Buelna y Puente Viesgo.
Los yacimientos arqueológicos de La Espina del Gallego, Cildá, El Cantón y Campo de las Cercas forman un conjunto estrechamente vinculado que ha sido interpretado como un campo de operaciones militares de montaña durante las guerras cántabras, que se desarrollaron entre el año 29 a. C. y el 19 a. C. Son, en realidad, cuatro yacimientos diferenciados, con discontinuidad entre ellos. Las primeras excavaciones fueron llevadas a cabo por equipos dirigidos por el arqueólogo santanderino Eduardo Peralta Labrador.

## La Espina del Gallego

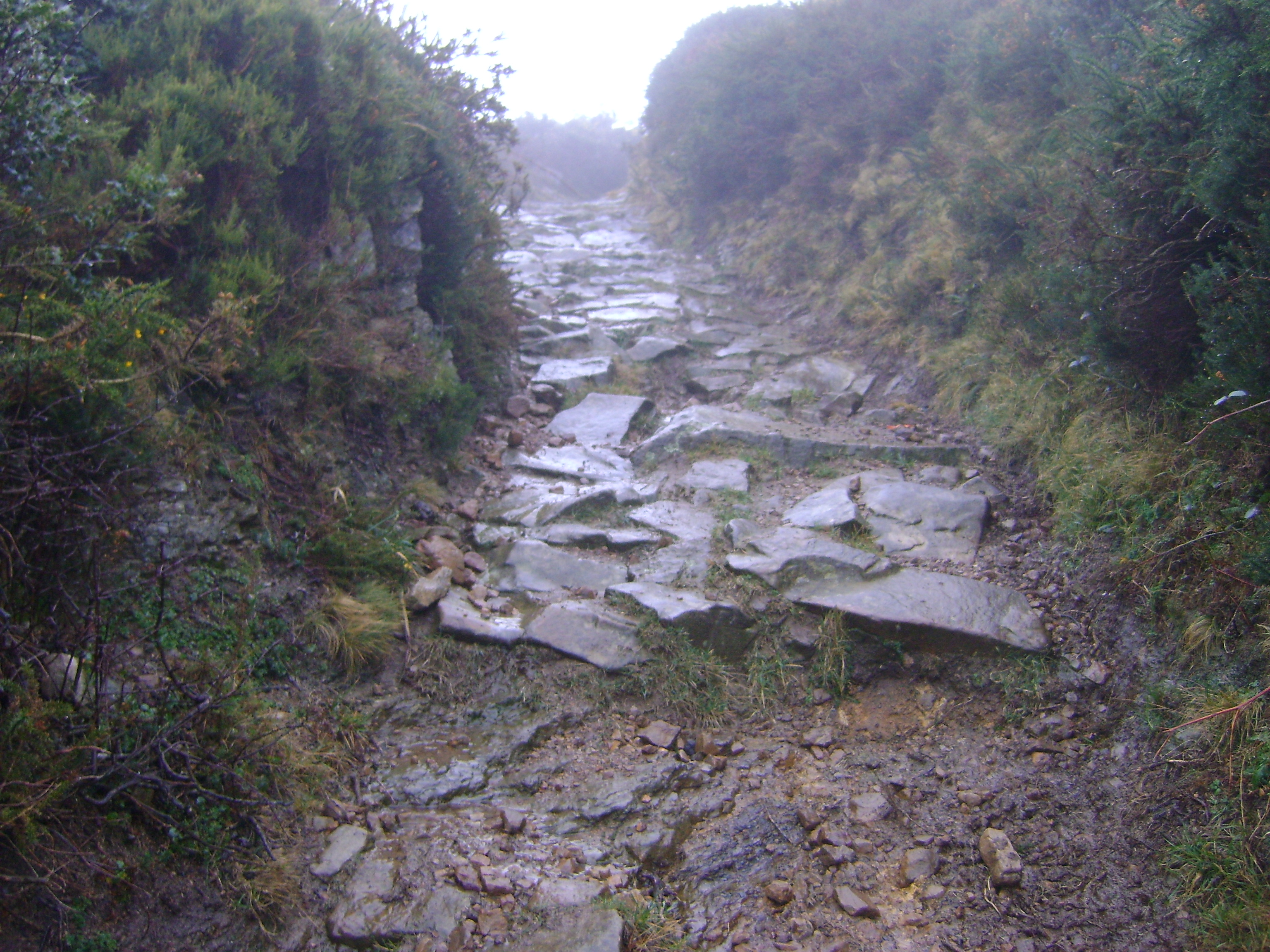
Camino de acceso al castro.

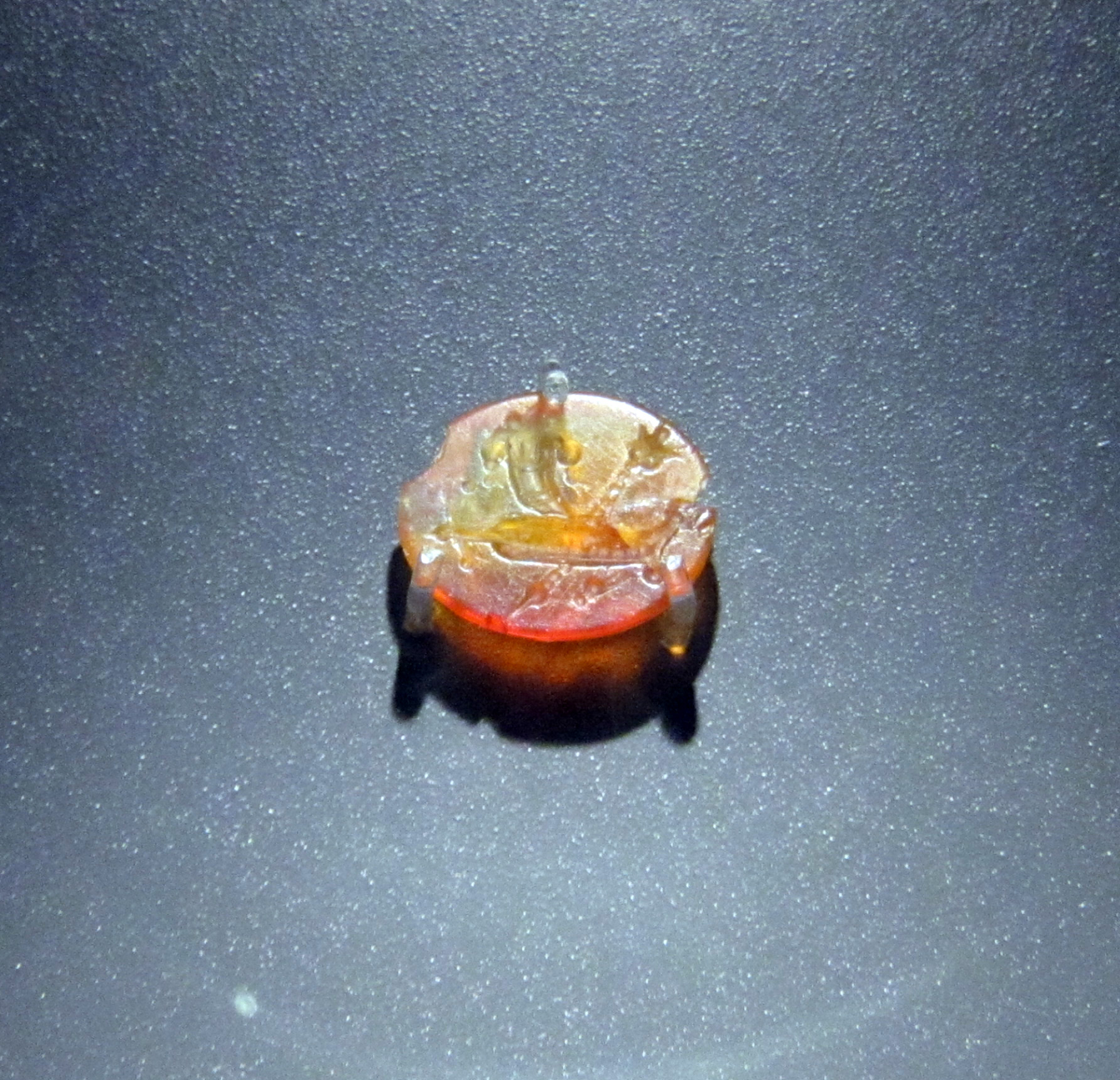
Entalle con emblema de la familia Mussidia Iulia encontrado en la cima del castro de Espina del Gallego, actualmente expuesto en el MUPAC.

El yacimiento de La Espina del Gallego constituye un castro indígena, reocupado y fortificado por una guarnición militar romana en el transcurso de las guerras.
El yacimiento de La Espina del Gallego se ubica en la cumbre de la misma denominación a 965 m s. n. m., en la sierra que conforma la divisoria de los valles de Toranzo e Iguña (términos municipales de Corvera de Toranzo, Anievas y Arenas de Iguña). Se han documentado estructuras pertenecientes a dos momentos de ocupación que se corresponderían con el castro indígena y con la ocupación posterior por parte de una guarnición militar romana. El castro indígena tiene una forma triangular con tres líneas defensivas, en las que se han identificado rampas, portillos y un posible foso. En las últimas campañas arqueológicas se han localizado estructuras castreñas de planta rectangular. A época romana corresponderían un posible barracón romano de 100 metros de largo por cinco de ancho, otro edificio no identificado, un horno de fundición y un camino empedrado. Como materiales arqueológicos hallados cabe resaltar un tesorillo de denarios de época republicana principalmente del siglo I a. C., materiales metálicos, un camafeo de cornalina y cerámica romana común.

## Los otros yacimientos
Los yacimientos de Cildá, El Cantón y Campo de las Cercas representan campamentos romanos de asedio del castro de distinta naturaleza y tamaño. 

### Cildá

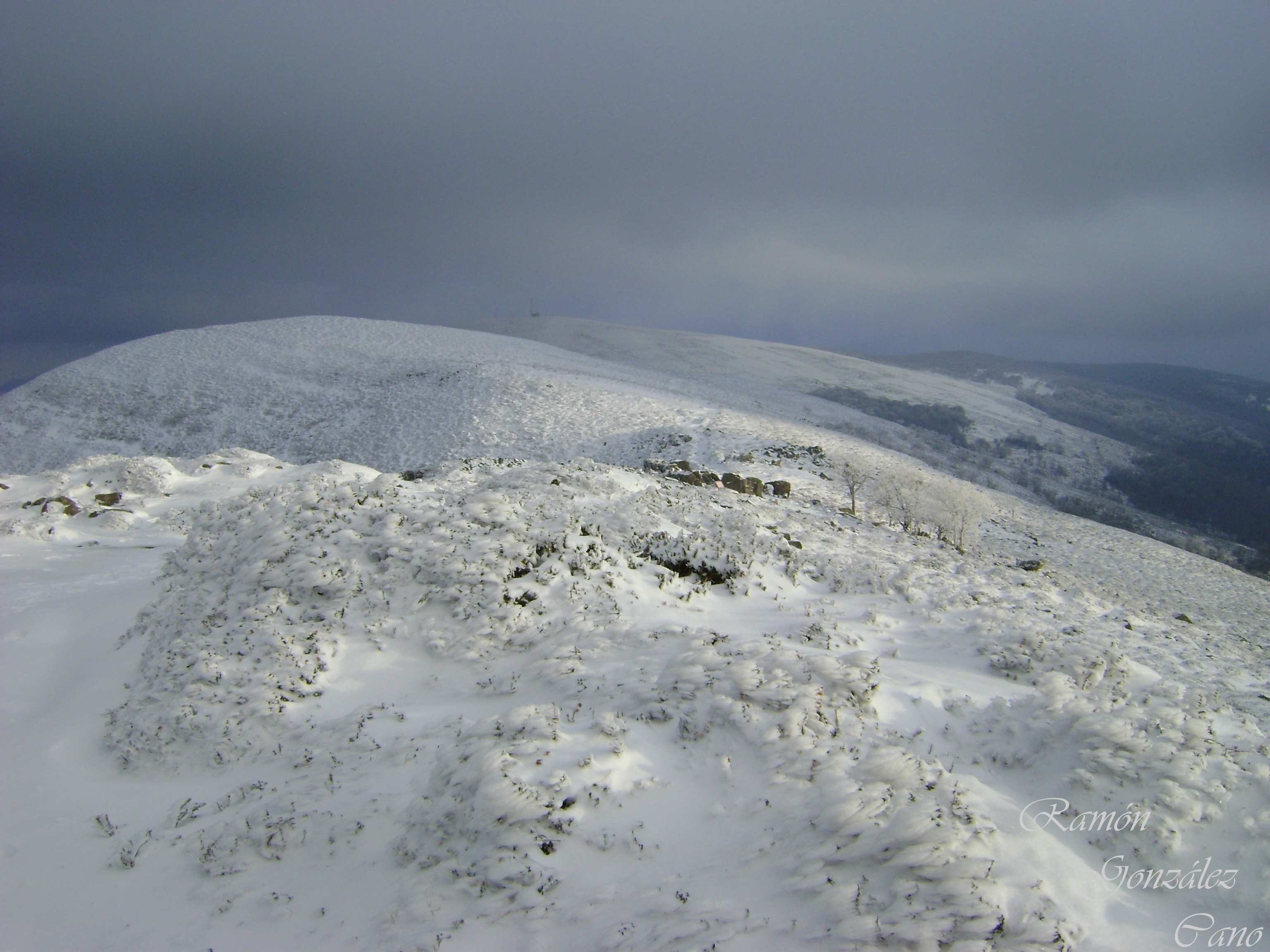
Nieve en la Espina del Gallego

El yacimiento de Cildá se localiza en el monte del mismo nombre, en la divisoria de los términos municipales de Arenas de Iguña y Corvera de Toranzo a 1064 m s. n. m., unos dos kilómetros al sudeste del castro de La Espina del Gallego. Se han documentado estructuras defensivas complejas propias de los campamentos militares romanos de montaña. Su estructura es irregular debido a la necesidad de adaptarse al terreno. Gracias a la prospección arqueológica se detectaron líneas defensivas de terraplenes y fosos de tierra que correspondían a un campamento romano de grandes dimensiones. La superficie del campamento ocuparía entre veintidós y veinticinco hectáreas, aunque la zona central propiamente campamental tendría una extensión de cinco hectáreas. En ella se han descubierto y excavado los caminos empedrados correspondientes a la via praetoria y a la via principalis. Las sucesivas campañas arqueológicas han mostrado estructuras de tipo barracón en el área central, posibles plataformas para armamento, puertas en clavícula, estructuras tumuliformes, etc. Como materiales arqueológicos recuperados figuran diversas piezas metálicas de carácter militar romano.

### El Cantón
El yacimiento conocido como El Cantón se localiza en el paraje del mismo nombre, en el monte denominado Cotera Redonda (en la divisoria de los términos municipales de Arenas de Iguña y Molledo). Desde El Cantón se divisa el castro de La Espina del Gallego, que queda a unos dos kilómetros y medio al Nordeste, y a unos tres kilómetros y medio al Este se divisa el campamento de Cildá. Se trata de un campamento romano de pequeñas dimensiones y forma circular, de menos de una hectárea de superficie. Posee una estructura defensiva formada por un agger de tierra y piedra suelta y un foso delante de él. Se han documentado dos puertas en clavícula. El yacimiento ha sido atravesado por una pista cortafuegos, que divide en dos la superficie del campamento en dirección Suroeste-Noroeste y marca el límite de la replantación de pinos, que ocupa una tercera parte del campamento. Se han hallado fragmentos de materiales metálicos, así como molinos.

### Campo de las Cercas
El yacimiento de Campo de las Cercas se localiza en la divisoria de las cuencas del Pas y del Besaya, en una estribación denominada La Collada, en la divisoria de los términos municipales de Puente Viesgo y San Felices de Buelna. Se trata de un recinto campamental romano de grandes dimensiones, formado por la presencia de dos recintos adosados de planta rectangular y esquinas redondeadas, con una extensión de unas dieciocho hectáreas. Las estructuras defensivas se componen de atrincheramientos rectilíneos, sistemas de fosos, puertas en clavícula, etc. Se ha recuperado diverso material arqueológico metálico, como fíbulas, monedas y un glande de plomo de honda.